# Changjianglu Jiedao (häradshuvudort i Kina, Shandong Sheng, lat 35,97, long 120,17)
Changjianglu Jiedao (kinesiska: 长江路街道) är en häradshuvudort i Kina. Den ligger i provinsen Shandong, i den östra delen av landet, omkring 290 kilometer öster om provinshuvudstaden Jinan. Antalet invånare är 198 710. Befolkningen består av 94 442 kvinnor och 104 268 män. Barn under 15 år utgör 12,0 %, vuxna 15-64 år 84 %, och äldre över 65 år 3,0 %.
Changjianglu Jiedao är det största samhället i trakten. Trakten runt Changjianglu Jiedao består i huvudsak av gräsmarker.
Genomsnittlig årsnederbörd är 918 millimeter. Den regnigaste månaden är juli, med i genomsnitt 259 mm nederbörd, och den torraste är januari, med 11 mm nederbörd.